# DSA-662
La DSA-662 es una carretera perteneciente a la Red Secundaria de la Diputación Provincial de Salamanca que une las localidades de Gomecello y Cabezabellosa de la Calzada.

## Origen y Destino
La carretera  DSA-662  tiene su origen en Gomecello en la intersección con la carretera  DSA-660 , y termina en el casco urbano de Cabezabellosa de la Calzada formando parte de la Red de carreteras de Salamanca.